# Francesco Fortugno
Francesco Fortugno, né à Brancaleone (Province de Reggio de Calabre) le 15 septembre 1951, mort assassiné à Locri le 16 octobre 2005, était le vice-président de l'Assemblée régionale de Calabre, élu de La Marguerite (centre-gauche). Assassiné en 2005 par la 'Ndrangheta, son meurtre a suscité la création du mouvement anti-mafia Ammazzateci tutti (« Et maintenant tuez-nous tous! »). Sa veuve, Maria Grazia Laganà, fut élue l'année suivante députée et s'impliqua dans la lutte anti-mafia. Quatre membres de la 'Ndrangheta furent condamnés à la perpétuité en 2009, deux d'entre eux étant des employés de l'hôpital de Locri : le meurtre avait pour mobile la prise de contrôle de l'administration sanitaire par la mafia locale.

## Biographie
Ancien médecin diplômé en 1975, Fortugno se spécialisa en chirurgie et en médecine légale, travaillant à Reggio de Calabre. En 1986, il est élu conseiller municipal sur les listes de la Démocratie chrétienne (DC), devenant en 1992 vice-secrétaire de sa section locale. Proche du courant social-chrétien du sénateur et ex-ministre Mino Martinazzoli (en), il adhéra au Parti populaire italien créé par ce dernier lors de l'effondrement de la DC.
Nommé professeur à l'université Magna Græcia de Catanzaro, il fut également nommé vice-président de l'Azienda sanitaria locale (it), organisme régional chargé de la santé publique, à Melito di Porto Salvo. Il fut aussi secrétaire régional de la Confédération italienne des syndicats de travailleurs (CISL, social-chrétienne) puis nommé à son bureau national.
Travaillant pour la région du Reggio de Calabre de 1996 à 1999, il fut élu adjoint au maire de Locri (1999-2001), puis devint vice-président du conseil régional après la victoire de Agazio Loiero, élu comme lui sur les listes de La Marguerite (centre-gauche). Il se fit alors une réputation d'intégrité dans sa lutte contre la corruption et sa dénonciation de la 'Ndrangheta.

## Assassinat et protestations populaires
Fortugno fut assassiné à Locri le 16 octobre 2005, jour des primaires pour L'Union, coalition de centre-gauche à laquelle il appartenait. Un tireur de la 'Ndrangheta lui tira cinq balles devant des dizaines de passants alors qu'il était en train de voter, avant de s'éloigner calmement vers la sortie du bureau de vote pour monter dans une voiture.
Ce meurtre mafieux, 23e du genre dans la région de Locride en 14 mois, suscita une vague de protestations populaires, des étudiants manifestant le lendemain en solidarité avec Fortugno. Certaines bannières portaient de façon provocante l'inscription E adesso Ammazzateci tutti (« Et maintenant tuez-nous tous »), protestant contre la loi de l'omertà . Le 19 octobre 2005, 8 000 personnes assistèrent aux funérailles. Le mouvement Ammazzateci tutti fut ainsi créé, avec une manifestation de 15 000 personnes à Locri le 4 novembre 2005. Il proposa l'année suivante une loi visant à interdire aux politiques soutenus par des mafieux avérés le droit de se présenter aux élections.
Le ministre de l'Intérieur Giuseppe Pisanu (Forza Italia) se rendit après le meurtre dans la région, l'attribuant à la 'Ndrangheta qu'il qualifia d'« organisation criminelle la plus profondément enracinée, la plus puissante et la plus agressive » d'Italie .
Par ailleurs, la veuve de Fortugno, Maria Grazia Laganà, fille de l'ancien député démocrate-chrétien Mario Laganà (it), se présenta aux législatives de 2006 sur les listes de L'Olivier. Élue députée du Parti démocrate, elle devint membre de la Commission de lutte contre la criminalité organisée et la mafia et fut réélue en 2008.

## Enquête
Son assassinat a sans doute été lié à la tentative de la 'Ndrangheta de pénétrer les autorités sanitaires locales. Fortugno était en effet en train d'enquêter sur les contrats publics concernant les hôpitaux dans la région calabraise,.
Plusieurs personnes soupçonnées d’être membres de la Cordì 'ndrina (en), un clan majeur de la 'Ndrangheta, furent arrêtées en mars 2006, dont le parrain Vincenzo Cordì et Salvatore Ritorto, accusé d'être l'auteur matériel du meurtre,.
L'enquête s'appuya sur les informations de Bruno Piccolo, propriétaire d'un bar de Locri et membre de la 'Ndrangheta, qui aida à identifier le commanditaire et l'exécuteur du meurtre. Le pentito, protégé par la police, fut surnommé par les siens l'Indegno (« l'Indigne »), et se serait ensuite suicidé. On découvrit son cadavre la veille du second anniversaire de l'assassinat de Fortugno. En juin 2006, Enzo Cotreneo, joueur de l'équipe de football locale, fut assassiné, le jour où il devait rencontrer les enquêteurs au sujet du meurtre de Fortugno.

## Procès
Neuf personnes soupçonnées d’être membres de la 'Ndrangheta furent arrêtées le 21 mars 2006 , tous de Locri, suivis de deux autres arrestations le 21 juin 2006. Le mouvement Ammazzateci tutti se porta partie civile aux côtés de la région et de la municipalité.
Quatre d'entre eux furent condamnés à perpétuité le 2 février 2009 pour l'assassinat. Alessandro Marcianò et son fils Giuseppe, employés par l'hôpital de Locri, furent jugés coupable d'avoir commandité le meurtre, et Salvatore Ritorto de l'avoir exécuté, avec Domenico Audino comme complice,.
L'enquête démontra que Fortugno fut tué afin que le conseiller-régional démocrate-chrétien Domenico Crea puisse prendre sa place. Toutefois, ce dernier ne fut pas inculpé pour meurtre, aucune preuve n'ayant montré qu'il avait quelque connaissance que ce soit de cet appui,, bien qu'il fût fortement soupçonné d'être lié de près à la 'Ndrangheta . Il fut cependant arrêté en 2008 par la Direzione Distrettuale Antimafia lors d'enquêtes concernant l'administration sanitaire, au cours desquelles au moins 44 personnes furent inculpées.

## Sources de la traduction
- (it) Cet article est partiellement ou en totalité issu de l’article de Wikipédia en italien intitulé « Francesco Fortugno » (voir la liste des auteurs).

- (en) Cet article est partiellement ou en totalité issu de l’article de Wikipédia en anglais intitulé « Francesco Fortugno » (voir la liste des auteurs).